# Критско въстание (1896 – 1897)
Вижте пояснителната страница за други значения на Критско въстание.
Критското въстание от 1896 – 1897 година е въстание на християнското население на Крит срещу османското господство, което предизвиква война между Гърция и Османската империя и завършва с фактическо обособяване на острова от империята.

## Начало и развой
Въстанието е предизвикано от султан Абдулхамид II, който се възползва от разногласията между фракциите в областното събрание и междуособиците на острова през 1889 година, за да наложи военно положение и да ревизира критския Органически устав в полза на централната власт и местните мюсюлмани. През есента на 1895, след опит на поредния управител да приобщи отново гърците към управлението, възниква политическо движение за автономия на Крит, което е мирно на първо време, но не задълго. Следват изстъпления срещу двете общности – мюсюлмани и християни, които ескалират в открито въстание през май 1896. Обезпокоеният султан се опитва да уталожи конфликта през юли с обещания за назначаване на управител-християнин, жандармерия и съдии от местното население и двойно по-голямо представителство на християните в парламента, но успокоението на критяните е краткотрайно.

## Международна реакция
Размириците в Крит предизвикват силен публичен отзвук в свободна Гърция. Поставен под голям натиск от обществеността и от влиятелната националистическа организация „Етники етерия“, гръцкият министър-председател Теодорос Делиянис отхвърля предупрежденията на Великите сили и подкрепя критските въстаници, първоначално с оръжие и муниции, а от февруари 1897 – с военна експедиция, ръководена от полковник Тимолеон Васос. За да попречат на още експедиции и да предотвратят разрастване на кризата на Балканите, Великобритания, Франция, Русия и Италия изпращат бойни кораби, които блокират гръцките брегове. В избухналите през април бойни действия в Тесалия турците нанасят поражение на гръцката армия.

## Уреждане на статута на Крит
С примирието през май 1897 Атина се съгласява да изтегли войските си от Крит. Цариградският договор от края на същата година запазва номиналното върховенство на Османската империя над острова, но налага автономно парламентарно управление, доминирано от гърците под европейски протекторат. През ноември 1898, два месеца след кръвопролитен бунт на мюсюлманското население в Кандия, последните турски войски и представители на османската администрация напускат Крит, заменени от европейски окупационни сили. Местната власт е оглавена от гръцкия принц Георгиос в качеството му на върховен комисар на Великите сили.
Последица от променения статут на Крит е масово изселване на мюсюлманите, които съставят близо ⅓ от населението до въстанието. Около половината от тях напускат острова само за две години след изтеглянето на имперските войски. Крит е присъединен към Гърция в резултат от Първата балканска война през 1913 година.